# Michel Laurence
Michel Edouard Marius Laurence (Marselha, 5 de setembro de 1938 — São Paulo, 25 de outubro de 2014) foi um jornalista franco-brasileiro.
Foi um dos fundadores da revista Placar e criador, ao lado do fotógrafo Manoel Motta, do troféu Bola de Prata.
Participou da cobertura de oito Copas do Mundo.

## Carreira
Começou a carreira no jornal Última Hora, seguindo depois para o Jornal do Brasil. Em 1969, trabalhando na Edição de Esportes, suplemento semanal esportivo d'O Estado, conquistou um Prêmio Esso de jornalismo, concedido a ele e a José Maria de Aquino, com o artigo "O jogador é um escravo".
Em 1970, ajudou a fundar a revista Placar e criou o troféu Bola de Prata, dado anualmente pela revista aos melhores jogadores do Campeonato Nacional desde 1970. Ainda naquele ano, assinou, junto com Narciso James, uma série de reportagens chamada "A falência dos cartolas", em que eram propostas diversas mudanças no futebol brasileiro, inclusive a criação de um campeonato verdadeiramente nacional, o que ocorreria em 1971. Deixou a revista após a Copa do Mundo de 1974, voltando ao jornal O Estado de S. Paulo, onde já tinha trabalhado antes de ir para a Editora Abril.
Como repórter, fez a última entrevista de Pelé como jogador do Santos, no dia em que se despediu do clube paulista, em 2 de outubro de 1974.
Na televisão, teve passagens por Globo, Record, Bandeirantes, Manchete e Cultura. Nesta última, foi um dos idealizadores dos programas Cartão Verde e Grandes Momentos do Esporte. Na TV Globo, participou do nascimento do Globo Esporte e da transformação do Esporte Espetacular (que era composto por vídeos norte-americanos) em um programa feito no Brasil.
Teve textos publicados em 2010 em dois livros, Pelé 70 e 11 Gols de Placa, este último com a reprodução de "O jogador é um escravo".

### Homenagens
Recebeu homenagem (in memorian) em 1 de dezembro de 2014, com o Troféu Ford ACEESP/Ely Coimbra, recebido por seu amigo José Maria de Aquino, em cerimônia realizada no Esporte Clube Sírio, zona sul da capital paulista.
Em 2015, foi homenageado com um livro de "causos" sobre futebol e jornalismo. Intitulado Michel Laurence — Causos da Bola, o livro, que tem prefácio dos narradores Galvão Bueno e Cléber Machado, reúne histórias narradas pelo próprio Laurence, muitas delas contados no blog Jogo Mais que Perfeito, mantido por Michel.

## Vida pessoal
Era filho de Albert Laurence, ex-editor de esportes do jornal Última Hora. Era irmão da atriz Jacqueline Laurence e pai de seis filhos, sendo cinco deles também jornalistas, dentre eles Bruno Laurence e Gerard Laurence, com passagens pelo Grupo Globo.
Era torcedor do Santos.

### Morte
Faleceu no Hospital São Camilo, em São Paulo, devido a uma septicemia — infecção generalizada —, após passar por uma cirurgia no braço.